# HD222903
HD222903 — хімічно пекулярна зоря спектрального класу A1, що має видиму зоряну величину в смузі V приблизно  8,2.
Вона  розташована на відстані близько 450,5 світлових років від Сонця.